# 何立人
何立人（1920年—1950年6月1日），原名何成文，是一位中共地下党员。

## 生平
抗戰結束後認識安矛良，安矛良為中國共產黨員，曾任蔣經國秘書，何立人受安矛良指示，與方錚、徐維琛為中共外圍組織中國國民黨革命委員會進行諜報活動，安矛良派三人在台策反海軍艦艇將領。
根據安矛良的回憶錄所記，何立人案的破獲竟是因為巧合，當時安矛良派何立人、方錚、徐維琛赴台並透過紀鉅良向李濟深報告。方錚在海軍服務與何立人來台後都在高雄，並透過方錚蒐集情報預備著手策反，何立人與方錚都是籃球健將，因此小有名聲，在球場上結識女友，女友自幼無依由舅父舅母撫養，相當賢慧，經常要整理被褥，整理何立人被褥時，將何立人放於床墊下的海軍將領清冊隨手裝進衣兜，出遊之後返舅舅家，準備休息時才發現，碰巧被表哥撞見，表哥懷疑這份清單的動機，就將清單上交調查，何立人、方錚、徐維琛三人因此遭到逮捕。
1950年5月5月1日，何立人因持有海軍將領清冊落入情治人員手中而遭到追查審訊，導致方錚、徐維琛遭逮捕，徐維琛因加入叛亂組織遭判刑12年，何立人、方錚則因持有與提供海軍將領清冊，依引用顛覆國家並著手施行之罪名火速判處死刑，本案為懲治叛亂條例實施後最早之肅清匪諜案件，1950年6月1日何立人、方錚槍決於馬場町。